# Ödestugu socken
Ödestugu socken i Småland ingick i Västra härad (före 1888 även delar i Tveta härad) i Njudung, ingår sedan 1971 i Jönköpings kommun i Jönköpings län och motsvarar från 2016 Ödestugu distrikt.
Socknens areal är 93,93 kvadratkilometer, varav land 91,59. År 2000 fanns här 448 invånare. Kyrkbyn Ödestugu med sockenkyrkan Ödestugu kyrka ligger i socknen.

## Administrativ historik
Ödestugu socken har medeltida ursprung.
Före 1888 hörde Spexeryd till Rogberga jordebokssocken och Hiegöl, Högahyltan, Hestra, Hesslebo och Hesslebo-Halla till Öggestorps jordebokssocken i Tveta härad.
Vid kommunreformen 1862 övergick socknens ansvar för de kyrkliga frågorna till Ödestugu församling och för de borgerliga frågorna till Ödestugu landskommun. Denna senare inkorporerades 1952 i Tenhults landskommun som 1971 uppgick i Jönköpings kommun. Församlingen uppgick 2018 i Barnarp-Ödestugu församling.
1 januari 2016 inrättades distriktet Ödestugu, med samma omfattning som församlingen hade 1999/2000.  
Socknen har tillhört samma fögderier och domsagor som Västra härad. De indelta soldaterna tillhörde Jönköpings regemente, Västra härads kompani, och Smålands grenadjärkår, Jönköpings kompani.

## Geografi
Ödestugu socken ligger kring Hoksån på sydsvenska höglandet söder om Jönköping. Socknen består av odlingsbygd i dalgången och kuperad skogsbygd i övrigt.

### Gårdar i socknen
- Djorarp
- Falla
- Fägrida
- Gullåkra
- Haborarp
- Hiegöl
- Hohult
- Knutstorp
- Perstorp
- Slätteryd
- Skoga
- Sonarp
- Spexeryd
- Svenseryd
- Svenshult
- Tolarp
- Ulvstorp
- Ånaryd
- Älgabäcksryd
- Ödestugu

## Fornlämningar
Några gravrösen från bronsåldern och ett 20-tal mindre järnåldersgravfält med domarringar finns här. En offerkälla finns vid Ödestugu Östergård.

## Namnet
Namnet (1295 Ödhistuw), taget från kyrkbyn, innehållet troligen förleden från ett mansnamn Ödagh och efterleden stova, stuga.
Före 22 oktober 1927 skrevs namnet även som Ödestuga socken.